# Günter Titsch

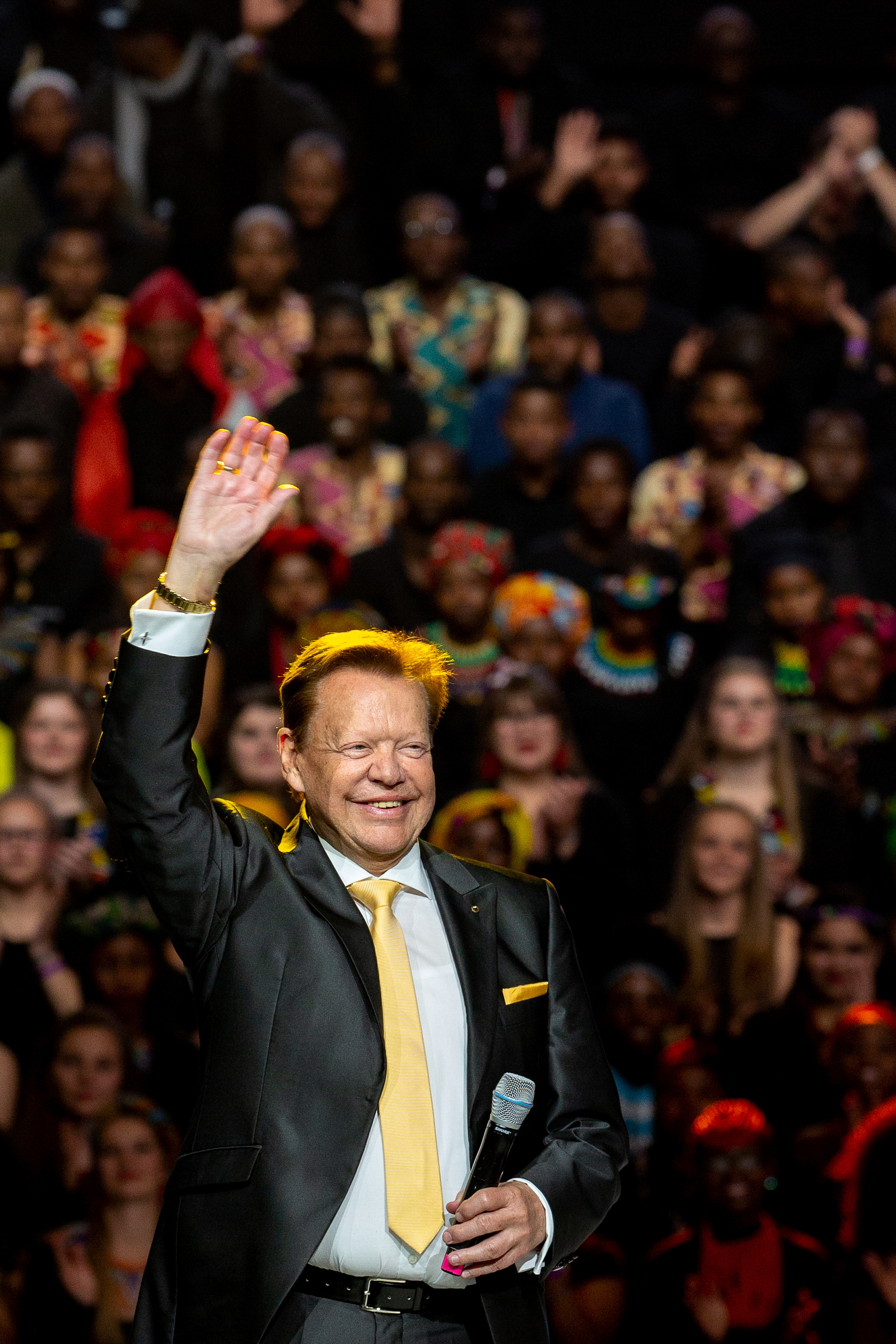
Günter Titsch, World Choir Games 2018 - Tshwane, Südafrika

Günter Titsch (* 28. Januar 1946 in Heidenpiltsch, Schlesien, heute Bílčice, Okres Bruntál, Tschechien) ist Initiator der World Choir Games und Gründer und Präsident des Fördervereins INTERKULTUR e.V. 

## Leben
Günter Titschs Familie siedelte im Jahr seiner Geburt nach Hessen um, zuerst ins mittelhessische Dorf-Güll, von dort nach Grüningen, wo Titsch seine Jugend verbrachte. Nach einer Lehre und weiteren Ausbildungen in Frankfurt absolvierte er die Prüfung als Steuerbevollmächtigter, ging später nach Stuttgart und Düsseldorf als Systemanalytiker für den Computerhersteller ICL. In den 1970er Jahren arbeitete er als selbstständiger EDV-Berater und Ausbilder für verschiedene europäische Firmen. 
In der zweiten Hälfte der 1980er Jahre entschied der begeisterte Chorsänger Titsch, sich fortan hauptberuflich der Organisation von Chorwettbewerben und -festivals zu widmen. 1988 veranstaltete er den 1. Internationalen Chorwettbewerb Budapest in Ungarn. Im Jahr 1990 gründete er den Verein INTERKULTUR, den er zu einer global tätigen Organisation der internationalen Chorbewegung ausbaute.
Die von ihm initiierten World Choir Games finden seit 2000 alle zwei Jahre auf verschiedenen Kontinenten statt, Stationen zwischen 2000 und 2023 waren Österreich, Korea, Deutschland, China, die USA, Lettland, Russland, Südafrika, Belgien (Flandern), Südkorea und Neuseeland. Im August 2026 finden die World Choir Games wieder in Europa statt, in Helsingborg (Schweden).

## Ehrenämter und Ehrungen
Günter Titsch erhielt er für seine Aktivitäten zur Förderung der Chormusik verschiedene nationale und internationale Anerkennungen. 2012 wurde ihm das Bundesverdienstkreuz verliehen. Der hessische Ministerpräsident Volker Bouffier würdigte Titsch in diesem Zusammenhang als „musikalischen Botschafter unseres Landes“. Sein Engagement für Kultur und Gesellschaft der Bundesrepublik Deutschland sei das zentrale Motiv für die Auszeichnung.
2009 erhielt Titsch von der südchinesischen Hafenstadt Xiamen die Ehrenbürgerschaft als Anerkennung seiner Leistungen bei den dortigen World Choir Games 2006.  Für seine langjährige ehrenamtliche Tätigkeit in zahlreichen Vereinen in seiner Heimat wurde Titsch 1990 mit dem Ehrenbrief des Landes Hessen geehrt. Der Hessische Sängerbund hob sein Engagement für die Jugendchöre hervor.